# Oncideres minuta
Oncideres minuta es una especie de escarabajo longicornio de la subfamilia Lamiinae. Fue descrita científicamente por Thomson en 1868.
Se distribuye por Bolivia, Costa Rica, Ecuador, Guyana, Guayana Francesa y Panamá. Posee una longitud corporal de 9-11,5 milímetros. El período de vuelo de esta especie ocurre en los meses de mayo y diciembre.
Oncideres minuta se alimenta de plantas y arbustos de la subfamilia Mimosoideae, entre ellas, la especie Cojoba rufescens.